# العلاقات الأرجنتينية الفلسطينية
العلاقات الأرجنتينية الفلسطينية هي العلاقات الثنائية التي تجمع بين الأرجنتين ودولة فلسطين.
في 6 ديسمبر 2010، اعترفت حكومة الأرجنتين رسميًا بدولة فلسطين كدولة "حرة ومستقلة" على الحدود التي كانت موجودة عام 1967 ووفقًا لما يحدده الطرفان أثناء عملية التفاوض". وكذلك أعلنت عن احترام حقوق إسرائيل والتحدث علنا لصالح التوصل إلى اتفاق سلام في الشرق الأوسط.

## التاريخ
في عام 1947 امتنعت الأرجنتين عن التصويت على خطة الأمم المتحدة لتقسيم فلسطين.
كان الموقف الأرجنتيني في التصويت على قرارات الصراع العربي الإسرائيلي هو الامتناع عن التصويت واستمر حتى ديسمبر 1976، عندما صادق ممثل الأرجنتين لدى الأمم المتحدة، كارلوس أورتيز دي روزاس، على قرارين، أحدهما يدين السياسة الإسرائيلية باحتلال الأراضي، والآخر يعترف بمنظمة التحرير الفلسطينية على أنها "فاعل أساسي لتحقيق اتفاق عادل. ودائم في المنطقة.
في عام 1979، أكد النائب Enrique J. Ros أنه «لا يمكن لليهود ولا العرب الاستمرار في تجاهل وجود جيرانهم وشرعية حقوقهم».
في فبراير 1981، أعلن رئيس الوفد الأرجنتيني إلى لجنة حقوق الإنسان التابعة للأمم المتحدة في جنيف، غابرييل مارتينيز، عن "دعمه" لمطالب الشعب الفلسطيني، معلناً أن الشعبين الإسرائيلي والفلسطيني "يشكلان حقيقتين ولا يمكنهم تجاهل بعضهم البعض.
في عام 1982، أدان دبلوماسيون الأرجنتيني العدوان الإسرائيلي في حرب لبنان وذبح الفلسطينيين في بيروت، وتم إعلاء الصفة التمثيلية لمكتب منظمة التحرير الفلسطينية بمنحها الصفة الدبلوماسية. وتجدر الإشارة إلى أن الدول العربية أبدت في الوقت نفسه دعمها الدبلوماسي للأرجنتين لمطالبة جزر مالفيناس.
في اجتماع حركة بلدان عدم الانحياز في أكتوبر 1982، أكد وزير الخارجية أغيري لاناري مجددًا على الانتقادات الأرجنتينية للسياسة الإسرائيلية والمطالبة بالانسحاب إلى حدود عام 1967
في عام 1983، شارك الرئيس الأرجنتيني رينالدو بينوني في قمة حركة دول عدم الانحياز التي عقدت في الهند، واستقبل ياسر عرفات، مما أثار شكاوى من السفير الإسرائيلي دون شموراك والجالية اليهودية في الأرجنتين من السياسة الخارجية الأرجنتينية».
قبل ذلك في عام 1981، كانت الحكومة العسكرية تساوي بين المنظمات المسلحة الأرجنتينية ومنظمة التحرير الفلسطينية. في ذلك العام، حصل رئيس المنظمة اليهودية الدولية بني بريث، جاك سبيتزر، من الرئيس الفعلي روبرتو فيولا على تعهد بأن الأرجنتين لن تعترف بمنظمة التحرير الفلسطينية.
في سبتمبر 1989، كرر كارلوس منعم في قمة أخرى لحركة عدم الانحياز في يوغوسلافيا التحية لعرفات. خلال فترة رئاسته، دعته منظمة التحرير الفلسطينية إلى فلسطين، لكن الزيارة لم تتحقق. كما دعا منعم عرفات دون جدوى. فيما يتعلق بالصراع العربي الإسرائيلي، أعطى منعم، على عكس راؤول ألفونسين، أهمية له وعرض نفسه كوسيط للمفاوضات، كما اقترح على بوينس آيرس مكانًا لعقد مؤتمر حول السلام. في سبتمبر 2001 التقى فرناندو دي لا روا بعرفات في مقر الأمم المتحدة.

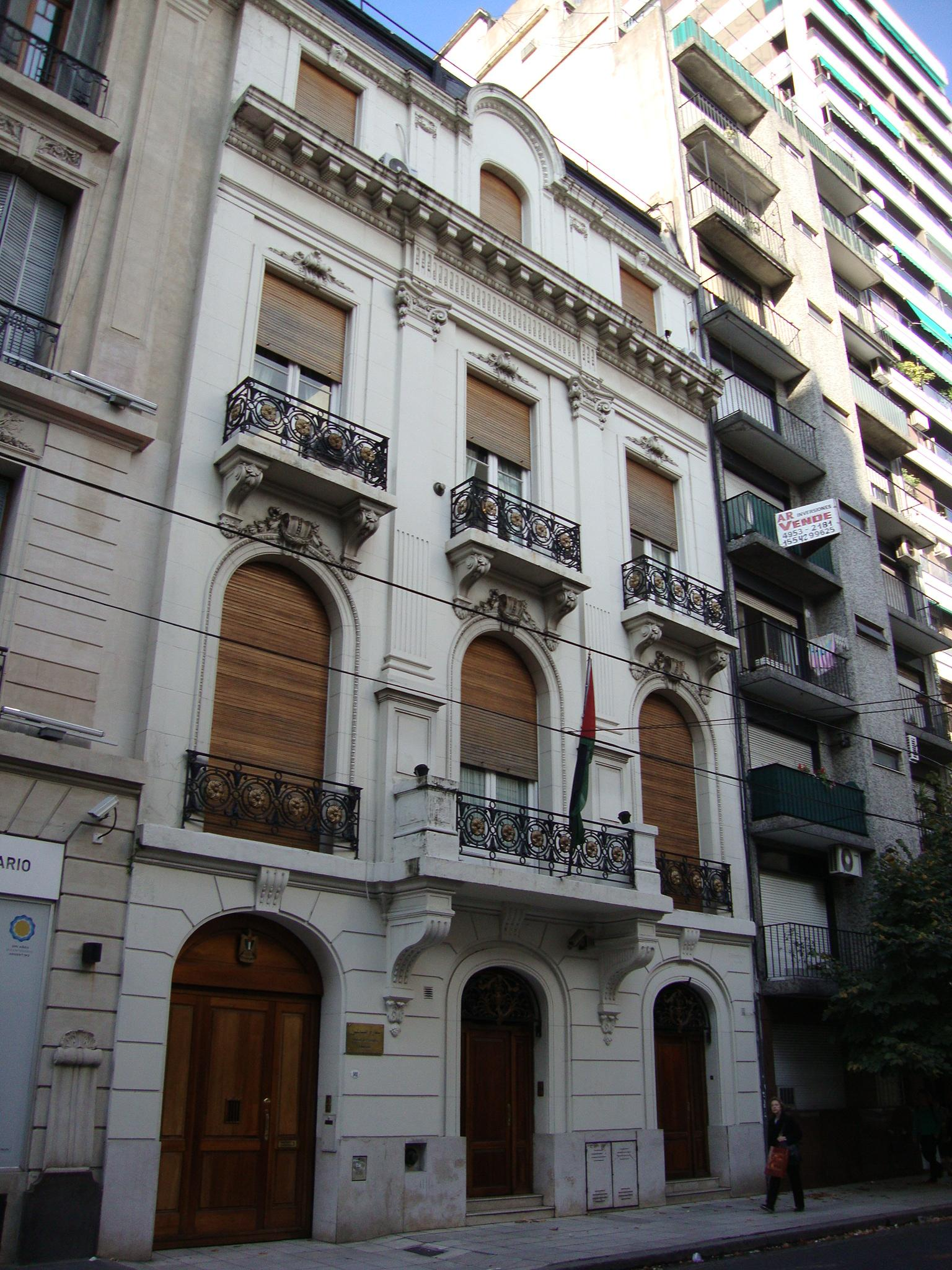
سفارة فلسطين في بوينس ايرس.

في عام 1989، تم افتتاح مكتب إعلامي فلسطيني في الأرجنتين، وتم تنصيب الوفد الأول في روساريو ثم الوفد الثاني في بوينس آيرس لطلب تمثيل دبلوماسي من منظمة التحرير الفلسطينية. في عام 1996، تمكن سهيل هاني ضاهر عقل، أول سفير فلسطيني لدى الأرجنتين، من الحصول على مبنى في تلك المدينة تنازلت عنه الحكومة الأرجنتينية للسلطة الفلسطينية. استمرت أعمال إعادة التدوير بالمبنى لمدة عامين. تم افتتاح السفارة الفلسطينية رسميًا في 15 نوفمبر 1999، ومنذ ذلك الحين يمثل السلطة الوطنية الفلسطينية ومنظمة التحرير الفلسطينية.
نفذ السفير مبادرة لفرض اسم فلسطين على أحد شوارع بوينس آيرس وإضفاء الطابع الرسمي عليها في عام 1995. في 5 ديسمبر 2013، قررت الهيئة التشريعية لبوينس آيرس إعادة تسمية الشارع إلى دولة فلسطين، لتصبح رسمية من قبل حكومة بوينس آيرس في نهاية يناير 2014. عادة ما يتم تنفيذ الأعمال لصالح السلام في الشرق الأوسط.
في عام 1994، التقى وزير الخارجية آنذاك، جيدو دي تيلا، بعرفات في تونس حيث عرض عليه بناء منازل ومدرسة في غزة، لكن الرئيس الفلسطيني سلط الضوء على الحاجة إلى الخدمات الحضرية الأساسية التي لا تستطيع الأرجنتين توفيرها.
في عام 1995، اعترفت الأرجنتين بالسلطة الفلسطينية. في العام التالي، استقبل وزير الداخلية آنذاك كارلوس كوراش رئيسَي إسرائيل وفلسطين وسلمهما رسائل موقعة من منعم تدعو إلى السلام. طلب عرفات منه التوسط مع شمعون بيريز لإغلاق الحدود من قبل إسرائيل، مما دفع الأرجنتين إلى إرسال لجنة ذوي الخوذ البيض، مما أدى إلى رفع الحواجز الإسرائيلية عن الأراضي الفلسطينية. في السنوات التالية، استمرت مهام الخوذ البيضاء في غزة والضفة الغربية.

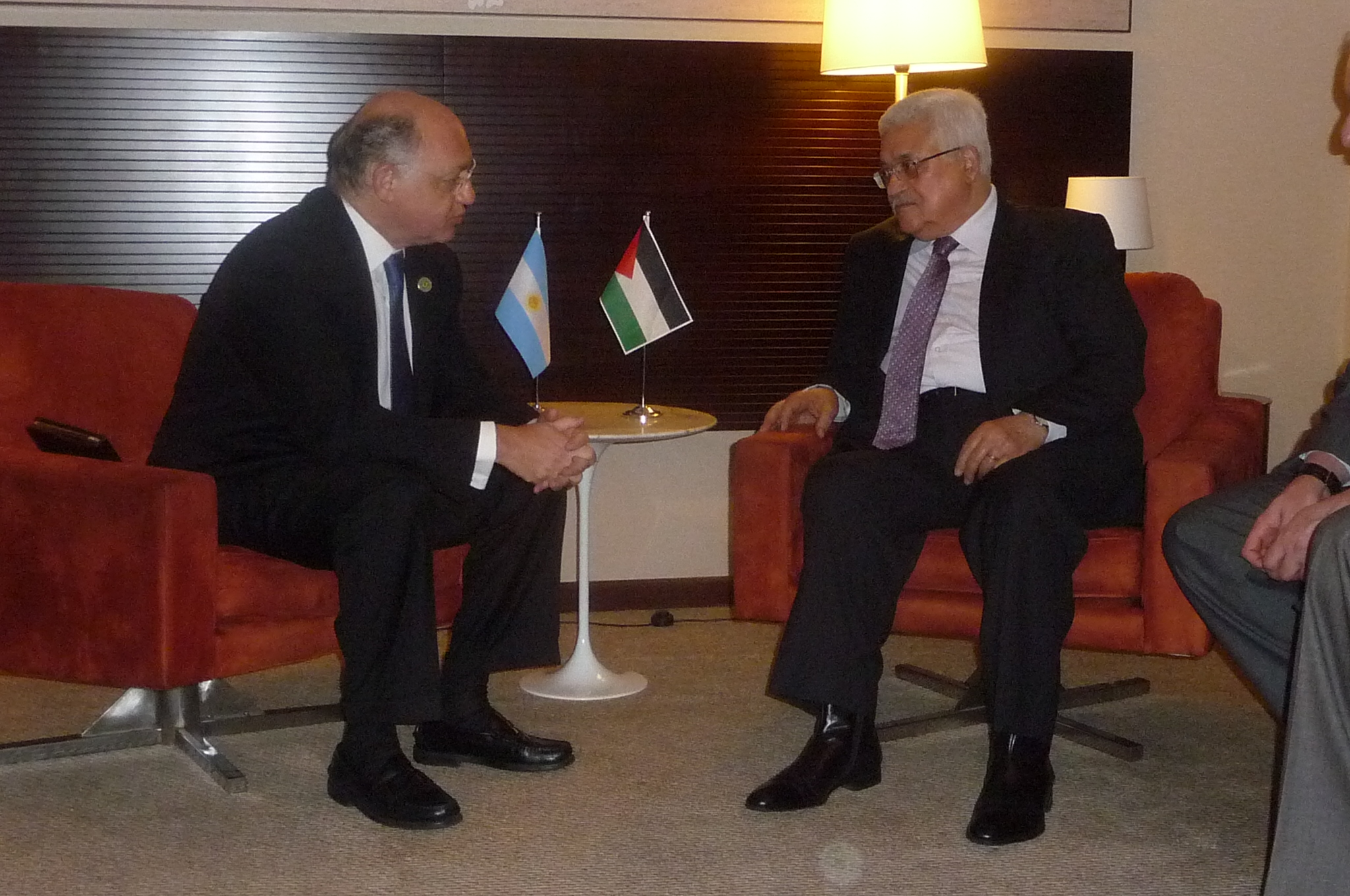
هيكتور تيمرمان مع محمود عباس عام 2011.

في عام 2008، فتحت الأرجنتين ممثلية دبلوماسية لها في رام الله، وعينت هوراسيو وامبا «سفيرًا فوق العادة ومفوضًا، لغرض وحيد هو رتبة البروتوكول». تم اتخاذ القرار من قبل نيستور كيرشنر في عام 2005.
في نوفمبر 2009، زار الرئيس الفلسطيني محمود عباس الأرجنتين، واستقبلته الرئيسة كريستينا فرنانديز دي كيرشنر.
في سبتمبر 2010، اعترفت الأرجنتين بفلسطين كدولة، وتُعد الأرجنتين الدولة الثالثة في أمريكا اللاتينية بعد البرازيل وأوروغواي التي تعترف بدولة فلسطين. كما أوضحت الحكومة الأرجنتينية أنها لا تعترف بالقدس عاصمة لأي دولة.

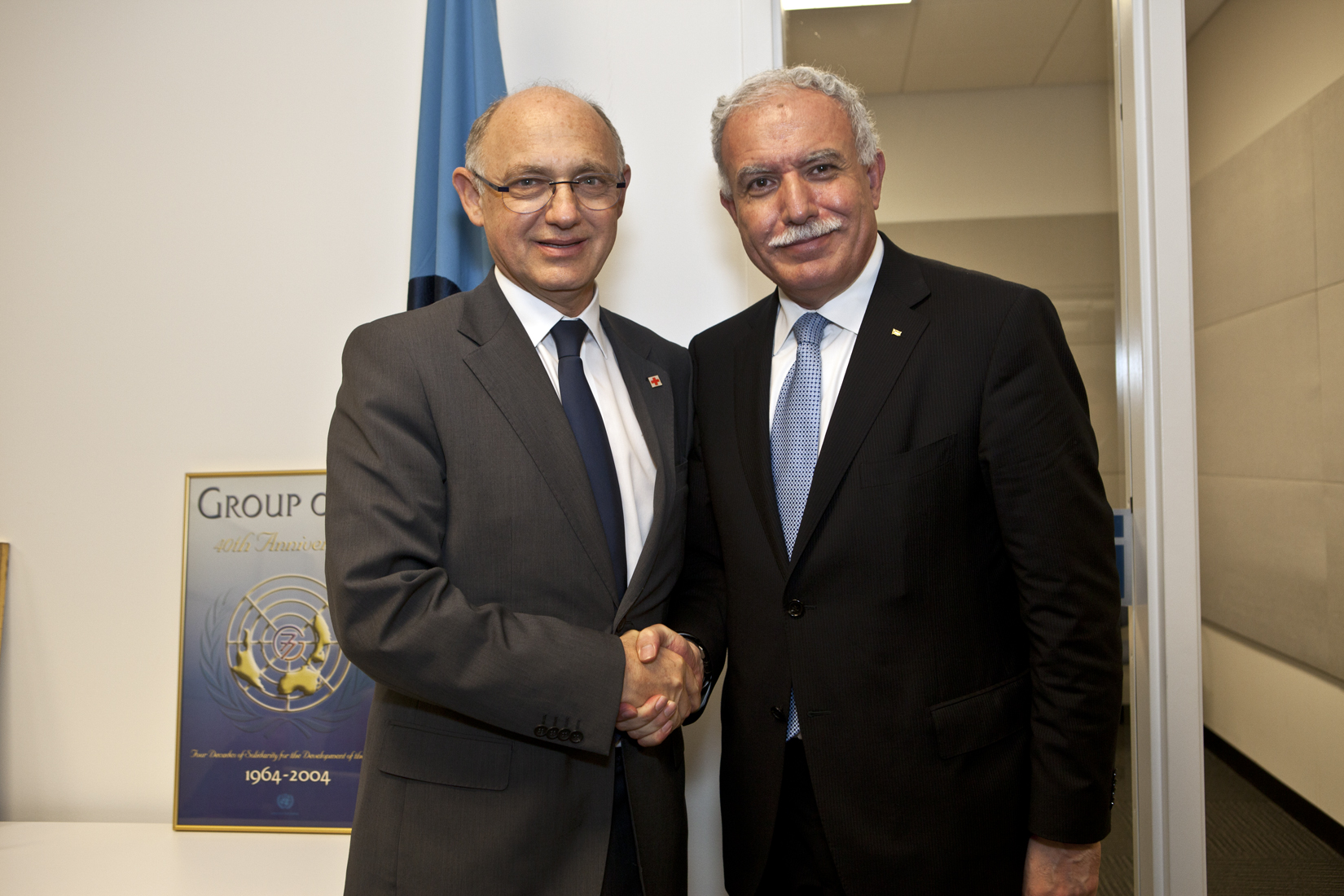
هيكتور تيمرمان ورياض المالكي عام 2011.

بعد اعتراف الأرجنتين كدولة، أُبرمت اتفاقات تعاون وتوأمة بين المدن الأرجنتينية والمدن الفلسطينية، وأنشئت لجنة دائمة للتضامن مع الشعب الفلسطيني. في عام 2011، صوتت الأرجنتين لصالح انضمام فلسطين إلى اليونسكو كعضو كامل، وقبل الجمعية العامة للأمم المتحدة، طلبت كريستينا فرنانديز دي كيرشنر دمج الدولة الفلسطينية كعضو كامل العضوية في الأمم المتحدة.
في نوفمبر 2012، بعد بدء الحرب الإسرائيلية على غزة، تقدمت الرئيسة الأرجنتينية بطلب للسلام وتضامنها مع ضحايا الجانبين. كما اعتبر «من الضروري الاعتراف بالدولة الفلسطينية، العقدة الغوردية الحقيقية لمسألة الشرق الأوسط».

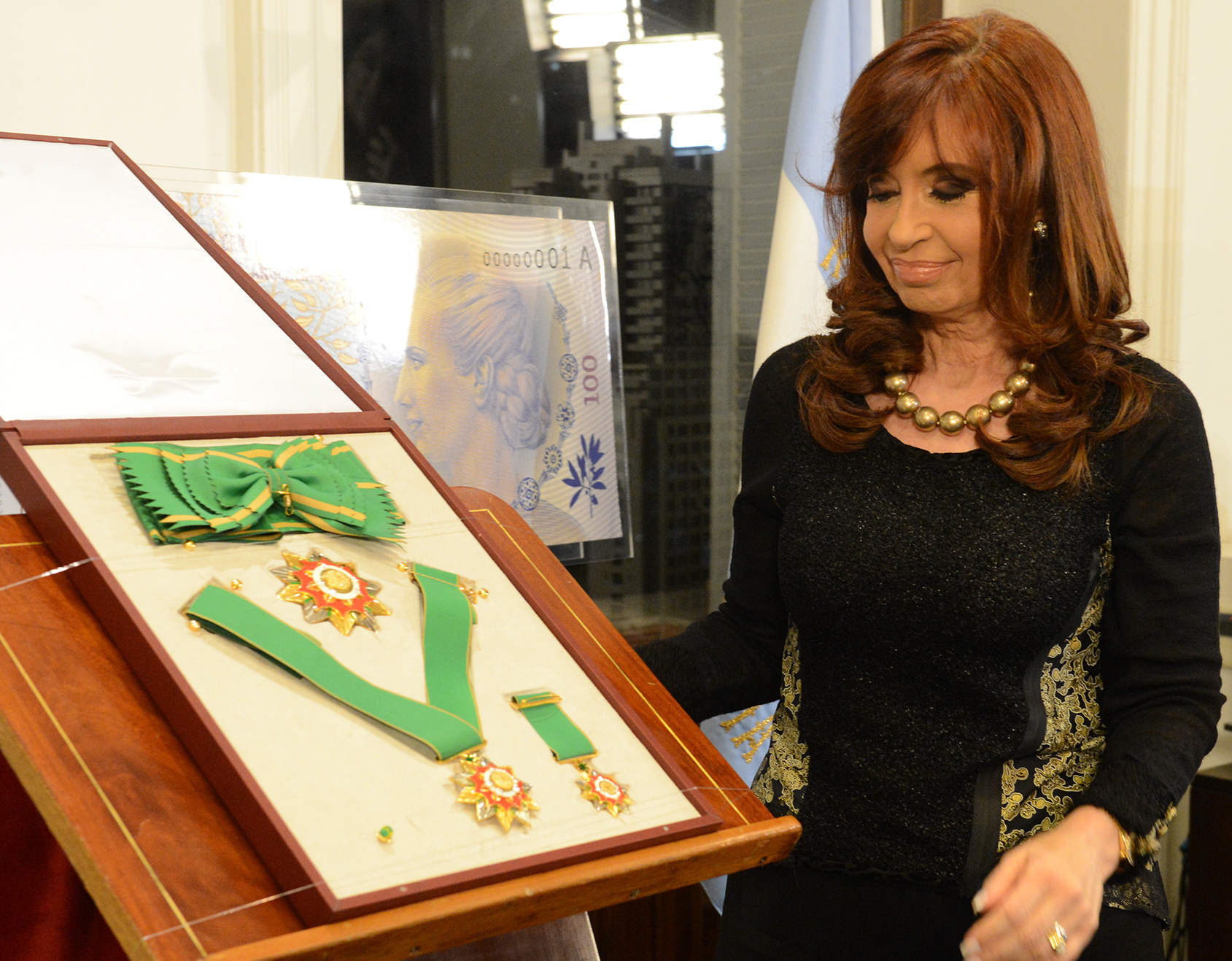
كريستينا كيرشنر مع نجمة فلسطين.

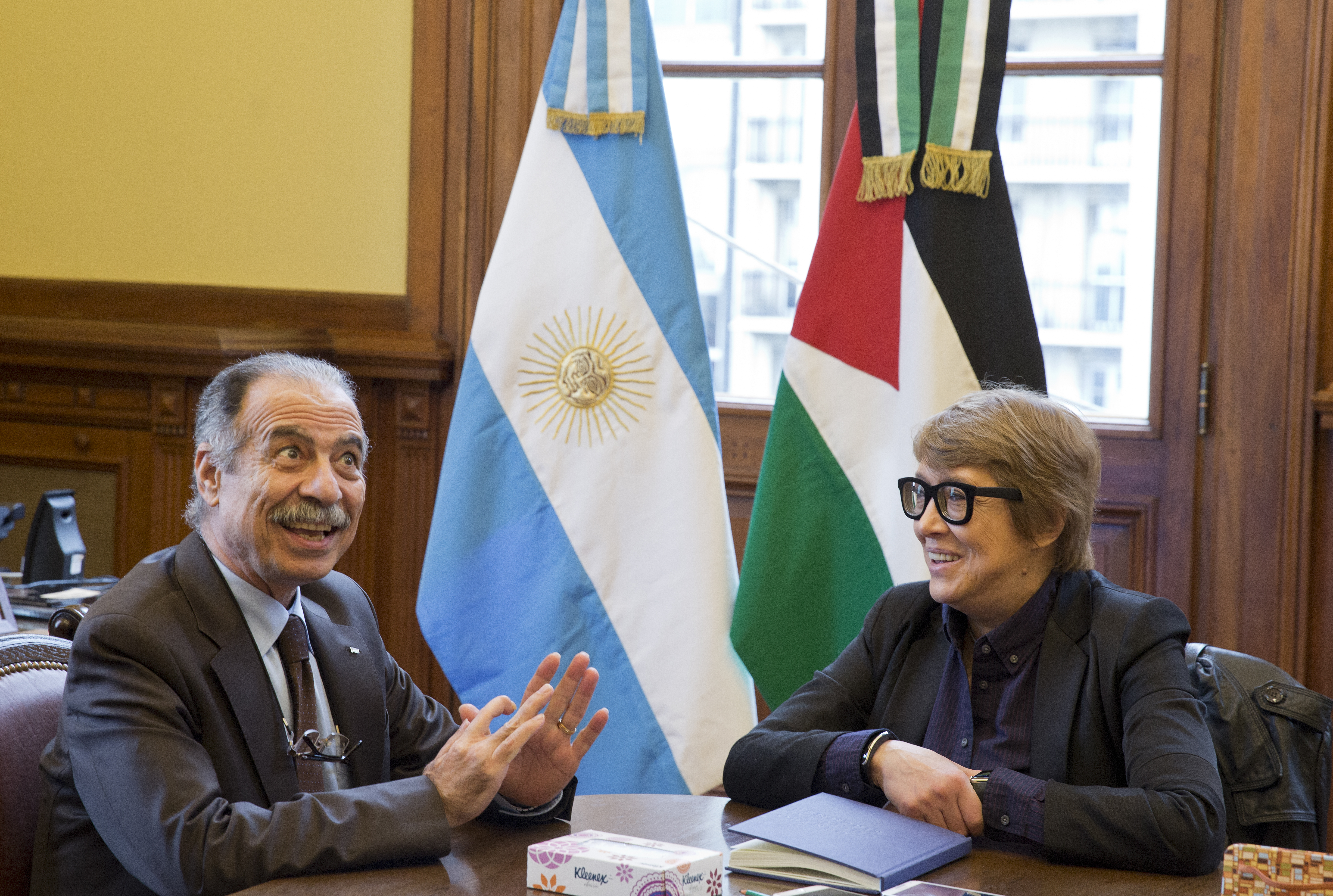
تيريزا بارودي مع حسني عبد الواحد عام 2015.

خلال الحرب الإسرائيلية على قطاع غزة في عام 2014، دعت كريستينا فرنانديز دي كيرشنر، في حوار مع الصحافة، إلى السلام وطالبت بإنهاء «قتل الكثير من المدنيين والكثير من الأطفال». وأصدرت الخارجية الأرجنتينية بيانا يأسف لوفاة الأطفال ويدين تصرفات حماس وإسرائيل في القصف.
في 30 يوليو 2014، وخلال الحرب أصيبت كنيسة كاثوليكية في غزة جراء القصف الإسرائيلي، كان يسكنها 29 طفلاً وتسعة مسنين. كان كاهن الكنيسة مواطنًا أرجنتينيًا. حملت الرئيسة الأرجنتينية الحكومة الإسرائيلية مسؤولية «السلامة الجسدية» للكاهن، وحذرت من أن تفاقم الوضع «سيكون له عواقب وخيمة على العلاقات الثنائية» بين البلدين. كما استدعت وزارة الخارجية الأرجنتينية سفيرة إسرائيل في بوينس آيرس دوريت شافيت للاعتراض عن ما حدث. وبعد الواقعة، أعرب الرئيس الأرجنتيني عن تواصلهم مع القس وجارٍ تنفيذ إجراءات لتوصيل الطعام له.
في أغسطس 2014، قام النائب غييرمو كارمونا في كونغرس الأمة الأرجنتينية، بإنشاء المجموعة البرلمانية للصداقة مع دولة فلسطين. وفي أكتوبر 2014، أعلنت وزارة الخارجية الأرجنتينية عن إرسال 236 بعثة فنية إلى فلسطين في مجالات الزراعة والثروة السمكية والصحة والمساعدات الإنسانية والتنمية الاجتماعية، ضمت 161 خبيرًا أرجنتينيا بهدف إعادة إعمار غزة.
في أغسطس 2015، نالت كريستينا فرنانديز دي كيرشنر جائزة نجمة فلسطين، وهي أعلى جائزة تمنحها منظمة التحرير الفلسطينية لدفاعها عن الاعتراف بالدولة الفلسطينية.. أشار فرنانديز دي كيرشنر إلى الوضع في فلسطين في جميع الخطب التي ألقاها تقريبًا أمام الجمعية العامة للأمم المتحدة خلال فترة ولايته، كما طرح القضية للمناقشة أثناء رئاسة الأرجنتين لمجلس الأمن الدولي في تلك الفترة بين عامي 2013-2014.
في أكتوبر 2015، أعلنت وزارة الخارجية الأرجنتينية قرارها برفع تمثيلها في رام الله إلى رتبة سفارة بعد اجتماع بين وزيري خارجية البلدين في نيويورك، وهي حقيقة انتقدتها الحكومة الإسرائيلية.
في ديسمبر 2015، شارك رياض المالكي نيابة عن فلسطين في حفل تنصيب الرئيس موريسيو ماكري.
في عام 2016، صوتت الأرجنتين لصالح قرار اليونسكو بشأن الحفاظ على المواقع التاريخية في القدس الذي يستخدم مصطلح فلسطين المحتلة، مما أثار انتقادات من وفد الاتحادات الأرجنتينية الإسرائيلية لوزيرة الخارجية سوزانا مالكورا.
في نفس العام، أعلنت السفيرة دوريت شافيت للصحافة عن نيتها مطالبة الرئيس ماوريسيو ماكري بالأرجنتين بالتوقف عن الاعتراف بفلسطين كدولة.
أدانت وزارة الخارجية والمغتربين الفلسطينية محاولة اغتيال نائب الرئيس الأرجنتيني في 2 سبتمبر 2022.
في 14 أكتوبر 2023، نظم مئات المتضامنين وقفة تضامنية مع الشعب الفلسطيني أمام مقر السفارة الفلسطينية لدى الأرجنتين تنديدًا بالحرب الإسرائيلية على قطاع غزة.
في 20 أكتوبر 2023، شارك الآلاف من المتضامنين في وقفة تضامنية مع الشعب الفلسطيني، تضامنًا مع شعبنًا وتنديدًا بالعدوان الوحشي الإسرائيلي على قطاع غزة وعموم الأراضي الفلسطينية المحتلة. كما نُظمت وقفات أخرى شارك بها الآلاف.
في 6 فبراير 2024، ذكرت وزارة الخارجية الإسرائيلية أن رئيس الأرجنتين خافيير مايلي قد أعلن عند وصوله تل أبيب عزم بلاده نقل السفارة الأرجنتينية إلى القدس. استنكرت دولة فلسطين ذلك. نُظمت وقفة احتجاجية أمام مقر الممثلية الأرجنتينية لدى دولة فلسطين في مدينة البيرة في 26 فبراير 2024.

## التجارة
وفقًا لجمعية التكامل الأمريكية اللاتينية، بين عامي 2001 و 2010، نمت صادرات ميركوسور إلى فلسطين من 103 آلاف دولار أمريكي في عام 2003 إلى 1.7 مليون دولار أمريكي في عام 2010. أما في حالة الواردات فقد بلغت 92 ألف دولار. كانت جميعها مشتريات من الأرجنتين في عام 2009.
في عام 2011، تم توقيع اتفاقية التجارة الحرة بين ميركوسور وفلسطين، بحضور وزراء خارجية ورؤساء الهيئة الإقليمية ووزير الخارجية الفلسطيني رياض المالكي.

## الهجرة
الأرجنتين لديها جالية فلسطينية صغيرة وصلت في النصف الأول من القرن العشرين إلى بوينس آيرس، على الرغم من أن معظمهم قرر الاستقرار في تشيلي، وهي دولة تضم أكبر جالية فلسطينية خارج العالم العربي.